# Funkcionális légtérblokk
A funkcionális légtérblokk (Functional airspace block, FAB) fogalmát a SES-II (egységes európai égbolt, Single European Sky, SES) európai bizottsági kezdeményezésben határozzák meg. A definíciót az 1070/2009/EK európai parlamenti és tanácsi rendelet (SES-II rendelet) tartalmazza. Lényege, hogy a huszonhét EU-tagállam határai által tagolt légtér helyett az egységes légteret országhatár-független, funkcionális blokkokra osztják; így a légiirányító központok vagy az integrált irányító szervezetek együttműködésével optimalizált, teljesítménycentrikus légtérfelügyelet kialakítása lehetséges. Ennek a törvényi kereteit már 2004-ben megalkották, az egyes blokkok tagállamai meg is állapodtak a végrehajtásról.

## Szabályozási keret
Az EU egységes európai égbolt (SES) szabályozásával, különösen a keretszabályozás 8. cikkével összhangban az Európai Bizottság az Eurocontrol Ügynökséget bízta meg azzal, hogy támogassa a funkcionális légtérblokkok (FAB) kialakítását.
2012. április 20-ával az Európai Bizottság kilenc funkcionális légtérblokk bevezetését irányozza elő:
- UK-IRELAND FAB: Egyesült Királyság, Írország (felállítva, az EB értesítve)
- Danish-Swedish FAB: Dánia, Svédország (felállítva, az EB értesítve)
- BALTIC FAB: Lengyelország, Litvánia
- BLUE MED: Olaszország, Málta, Görögország, Ciprus (és Egyiptom, Tunézia, Albánia, Jordánia)
- FAB CE (FAB Central Europe): Cseh Köztársaság, Szlovákia, Ausztria, Magyarország, Horvátország, Szlovénia, Bosznia-Hercegovina
- FABEC (FAB Europe Central): Franciaország, Németország, Belgium, Hollandia, Luxemburg és Svájc
- DANUBE: Bulgária, Románia
- NEFAB (North European FAB): Észtország, Finnország, Lettország, Norvégia
- SW FAB (South-West FAB): Portugália, Spanyolország

Az Európai Bizottság felmérése szerint évi 5 milliárd euró kárt okoz az európai légiirányítási rendszer szétaprózottsága. A járatok útvonala átlagosan 42 kilométerrel hosszabb a szükségesnél, ami az üzemanyag-fogyasztást és a szén-dioxid-kibocsátást is megnöveli. A járatkésések egy részéért is felelős, fölösleges cikkcakkok a légiirányítók számára többletbevételt hoznak, amit végső soron az utasok fizetnek meg – a jegyek árának 6-12 százalékát is kiteheti a légiirányítás díja. A nagyjából hasonló méretű légtérrel és forgalommal rendelkező Egyesült Államokban a légiirányítás költsége az európainak nagyjából a fele.
A SES-II szabályozás 2012. december 4-ében szabta meg a légtérblokkok kialakításának határidejét.
Az Európai Bizottság az egységes európai légtér létrehozása körüli késlekedések miatt 2013 januárjában várhatóan kötelezettségszegési eljárást indít egyes országok ellen.

### Európai uniós jogszabályok
- Az Európai Parlament és a Tanács 549/2004/EK rendelete (2004. március 10.) az egységes európai égbolt létrehozására vonatkozó keret megállapításáról („keretrendelet”)
- Az Európai parlament és a Tanács 550/2004/EK rendelete (2004. március 10.) a léginavigációs szolgálatoknak az egységes európai égbolt keretében történő ellátásáról („léginavigációs-szolgálati rendelet”)
  - A Bizottság 176/2011/EU rendelete (2011. február 24.) a funkcionális légtérblokkok kialakítását és módosítását megelőzően benyújtandó információkról
- Az Európai Parlament és a Tanács 551/2004/EK rendelete (2004. március 10.) a légtérnek az egységes európai égbolt keretében történő szervezéséről és használatáról („légtérrendelet”)
- Az Európai Parlament és a Tanács 552/2004/EK rendelete (2004. március 10.) az Európai Légiforgalmi Szolgáltatási Hálózat átjárhatóságáról („átjárhatósági rendelet”)
- Az Európai Parlament és a Tanács 1070/2009/EK rendelete (2009. október 21.) az 549/2004/EK, az 550/2004/EK, az 551/2004/EK és az 552/2004/EK rendeletnek az európai légiközlekedési rendszer teljesítményének és fenntarthatóságának javítását célzó módosításáról (SES-II rendelet)
- Légtér témájú és légtérblokk kifejezést tartalmazó európai uniós jogszabályok

### Magyar jogszabályok
- 2011. évi LXV. törvény a Közép-európai Funkcionális Légtérblokk létrehozásáról szóló Megállapodás kihirdetéséről
- A „funkcionális légtérblokk” kifejezést tartalmazó hatályos magyar jogszabályok

### További információ
- Európai Bizottság > Közlekedés > Egységes európai égbolt (angolul)
- European Commission Guidance Material for the Establishment and Modification of Functional Airspace Blocks (FAB) Archiválva 2012. június 27-i dátummal a Wayback Machine-ben, edition 1.0 of 03 December 2010. (angolul)
- HVG: Budapesten tesztelik a horvát légtér átrajzolását
- HVG: Nincs egységes európai légtér: büntetés jöhet?
- HVG: Légvonal – Késik az egységes égbolt Archiválva 2012. december 17-i dátummal a Wayback Machine-ben